# Leucauge
Leucauge és un gènere d'aranyes araneomorfes de la família Tetragnathidae de distribució pantropical.

## Taxonomia
- Leucauge celebesiana
- Leucauge decorata
- Leucauge dromedaria
- Leucauge mabelae
- Leucauge subblanda
- Leucauge subgemmea
- Leucauge tessellata
- Leucauge undulata
- Leucauge venusta